# Mezzo
Mezzo este un canal de televiziune francez, dedicat muzicii clasice, incluzând Operă, Balet, Jazz și World Music. Acesta s-a numit France Supervision din 1992 până în 1998. Din 7 aprilie 2010, canalul este disponibil și HD.